# 曾有田
曾有田（1941年2月20日—）籍贯不详，中华民国法学家、法官。司法官訓練所第七期，52、53年司法官考試考試及格，當時是威權時代，5、6期錄取者僅個位數。據個人在司法官學院70周年薪火相傳所述，訓練期間為一年，當時訓練場地是在新店的戰地學院。民國44年當時還是司法行政部司法官訓練所，地點是現在台北地院，民國69年政府組織改革，改為法務部司法官訓練所，民國101年改為司法官學院。民國64年去美國讀書時，介紹中華民國司法組織架構和制度時，被美國教授抓包當時司法審判架構沒有司法獨立。接受司法官訓練所時，要記得34期330多名同學的姓名，當時有民眾指涉基隆路訓練所場地是海砂屋，受訓同學被民眾引涉是輻射屋的白老鼠。但當時身為所長，找了原子能相關機構每個角落檢測，發現皆符合規定。

## 經歷
曾有田是国立台湾大学法律学系司法组法学士，美国南方卫理公会大学法学硕士。1968年至1993年，历任中华民国第一審檢察官、法官、庭長，第二審法官，司法院科長、幫辦，最高法院法官。1993年至1994年，任台灣高等法院花蓮分院檢察署檢察長。1995年至1997年，任司法官训练所所长。1997年至2001年，任最高法院刑事庭法官兼庭长。2001年3月1日，司法院司法人員研習所成立，曾有田就任所長，任至同年9月24日奉派担任台湾高等法院院长。2001年至2003年，任台湾高等法院法官兼院长。他还曾兼任司法官訓練所、司法人員研習所講座，最高法院學術研究會研究員，司法院刑事訴訟法研修委員會委員，司法院專家參審試行條例研究制定委員會委員，司法人員研習所訓練委員會委員。
2003年至2007年，经总统陈水扁提名，立法院任命，出任司法院大法官。2007年卸任退休后，享受司法院优遇大法官荣誉，任东吴大学法学院客座教授。曾有田擅长刑事法学，任东吴大学法学院客座教授期间，多次到中国大陆进行学术交流，举办讲座。